# Kurzia setacea
Kurzia setacea là một loài rêu tản trong họ Lepidoziaceae. Loài này được (Weber) Grolle miêu tả khoa học lần đầu tiên năm 1963.